# Dana Point
Dana Point, fundada en 1989, es una ciudad ubicada en el condado de Orange en el estado estadounidense de California. En el año 2020 tenía una población de 33 107 habitantes y una densidad poblacional de 1,970.18 personas por km².

## Geografía
Según la Oficina del Censo, la ciudad tiene un área total de 76,2 km² (29,4 mi²), de la cual 17,2 km² (6,6 mi²) es tierra y 59,1 km² (22,8 mi²) (77,45%) es agua.

### Localidades adyacentes
El siguiente diagrama muestra a las localidades en un radio de 8 kilómetros (5 mi) de Dana Point.

## Demografía
Según la Oficina del Censo en 2007 los ingresos medios por hogar en la localidad eran de $81,665, y los ingresos medios por familia eran $97 826. Los hombres tenían unos ingresos medios de $52 159 frente a los $38,902 para las mujeres. La renta per cápita para la localidad era de $37 938. Alrededor del 6,8% de la población estaban por debajo del umbral de pobreza.